# Motell

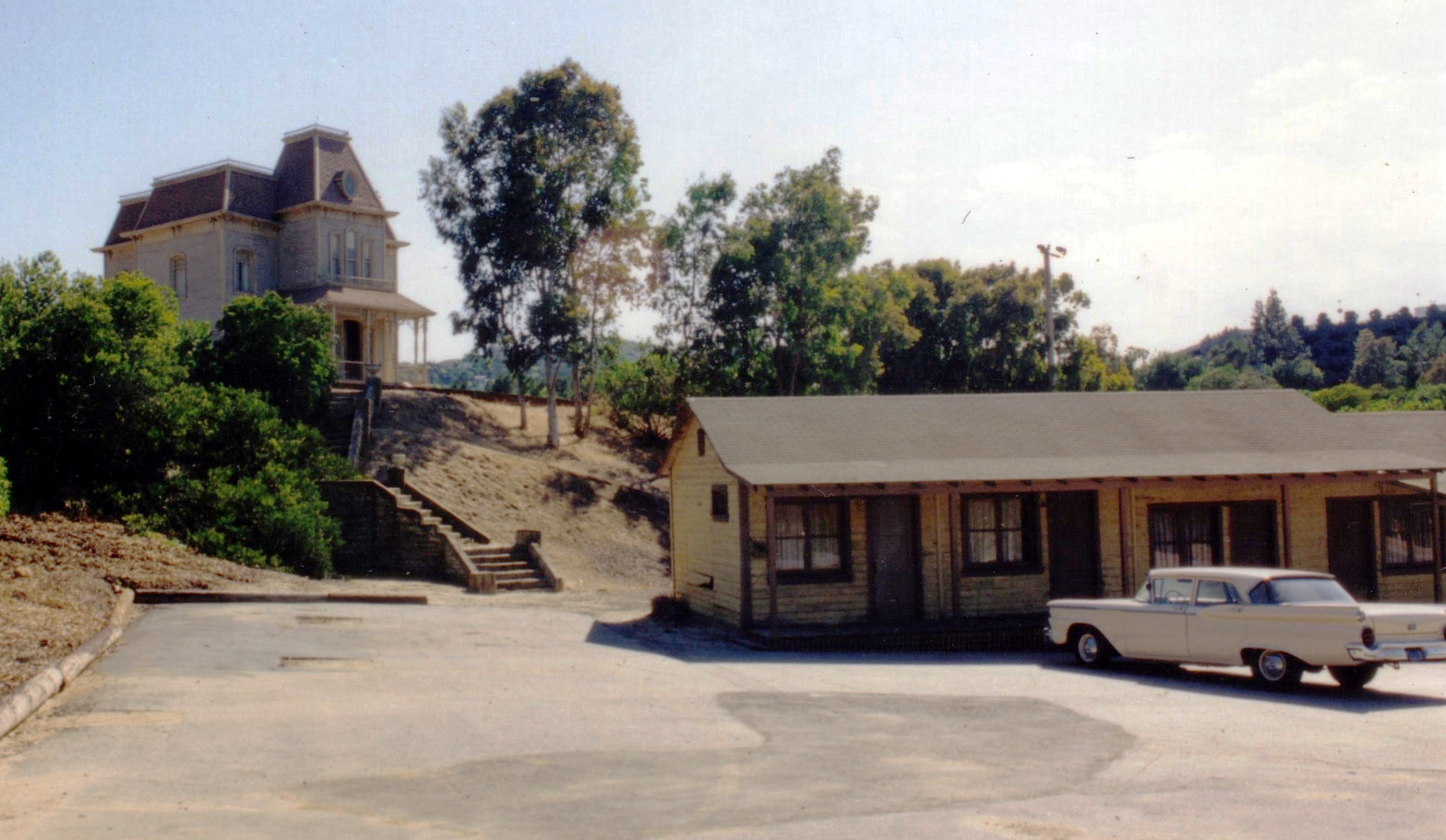
Bates Motel i Hitchcock-filmen Psycho är ett av världens mest kända motell.

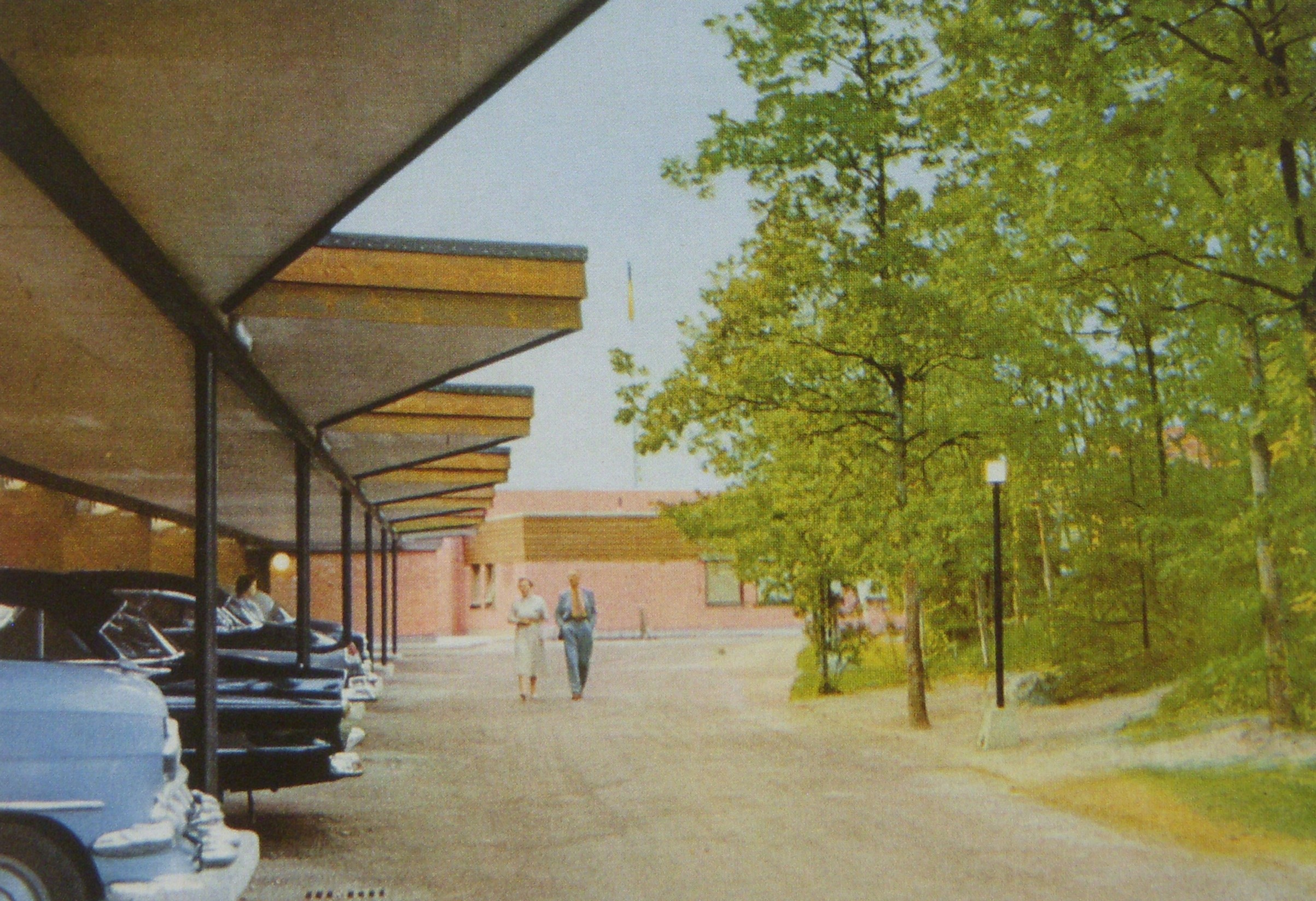
Motellet Gyllene ratten i Fruängen, Stockholms kommun i slutet på 1950-talet.

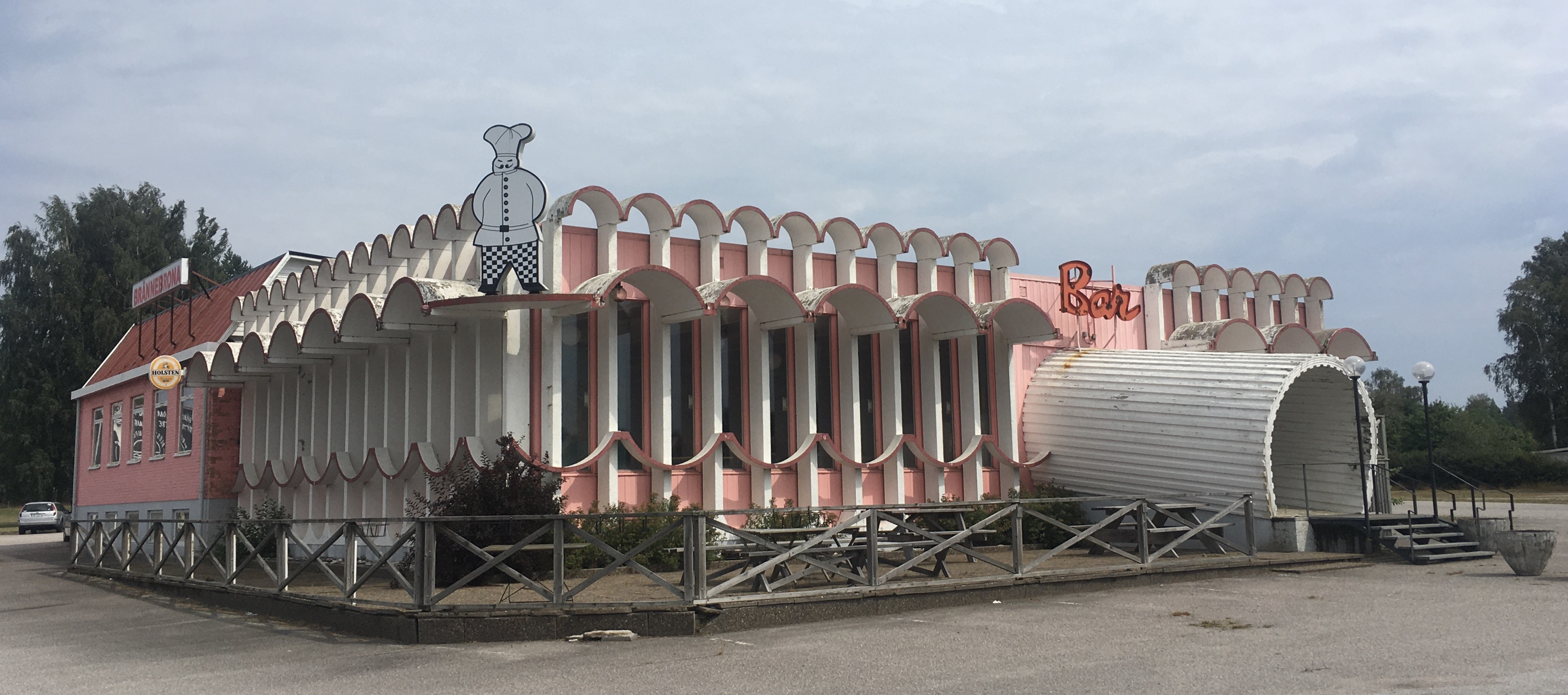
Ingången till Brännebrona motell i Götene kommun från tidigt 1960-tal ― numera vandrarhem.

Motell, alternativt motel, eller motorhotell är ett hotell för bilburna gäster. Motell finns i närheten av en väg eller en motorväg oftast i utkanten av större tätorter eller längs med trafikleder. Benämningen är från engelska motel, en förkortning av motor och hotell — ett typiskt teleskopord. De första motellen i Sverige byggdes i början av 1950-talet.
I Europa finns dessa motell oftast vid större vägar som till exempel motorvägar. I USA är det normalt att bilisten kan köra ända fram till dörren till ett eget rum vid motellet. Det första motellet byggdes 1926 i Kalifornien. Under 1930-talet ökade antalet motell kraftigt i USA. Till Europa kom motellen först efter andra världskriget.
Genom lägre byggnadskostnaderna kan motell erbjuda lägre priser för bilburna gäster, men det finns även dyra och lyxiga motell. Det typiska motellet är byggt i låga längor, där gäster kan parkera sitt fordon direkt utanför rumsdörren.

## Sverige
Flera motororganisationer gick i spetsen för utvecklingen av de svenska motellen. De flesta inrättningar av detta slag vid de svenska motorvägarna benämns numera oftast som hotell. Under tiden från 1950-talet och fram till början av 1980-talet var ordet "motell" vanligare. Från massbilismens barndom kring 1950-1965 var motellen ofta påkostade anläggningar med egna festsalar och restauranger. 
Ett känt exempel är motellet i Fruängen i sydvästra Stockholm utefter Riksettan, som hette Gyllene ratten. Det invigdes i mars 1957 och lades ned som motell 2007. Det har sedermera rivits och ersatts av flerbostadshus.
År 1968 grundades Esso Motor Hotels, som var som en hotellkedja ägd av det på sin tid stora oljeföretaget Esso. Under 1980-talet övertogs dessa av Scandic och kallades hotell istället för motell/motorhotell. Den första anläggningen öppnade i Laxå 1963. 
Andra exempel på motell är Ljungby Stadt motell, som låg längs Riksväg 1 (senate E4). Vid invigningen 1960 behövde personalen kunna tala engelska, franska, tyska och italienska. Det fanns en restaurang med festvåning och servering vid borden. När E4 drogs utanför Ljungby 1982, blev det början till slutet för motellet, som efter olika ägaromgångar revs 2005. 
Många motell i Sverige har sett samma typ av förändring, bland dem Sävsta motell, som låg vid gamla E18 i Enköpings kommun. 
Ett av Sveriges äldsta fortfarande verksamma motell från 1954 är Fleninge Classic Motel i Fleninge, Helsingborgs kommun. Det öppnades av KAK och ritades av den danske arkitekten Bendt Hjelm-Jensen.
Ett annat klassiskt motell är Motell Vätterleden vid Vätterleden i Ödeshögs kommun. Det byggdes 1954 och är ett av Sveriges äldsta bevarade motell.
Som mest fanns det uppåt 150 motell i Sverige längs stora landsvägar vid mitten av 1970-talet. Vägombyggnader, standardiseringar och bristande underhåll är faktorer, som lett till att många upphört under årens lopp, men det finns fortfarande många byggnader kvar från motellens glansdagar.
Ett nybyggt motell är Bellas Place i Bromölla med moderna rum, vilka fått namn efter kända 1950-talsprofiler, bilar eller motorcyklar.